# Silvio Giobellina
Silvio Giobellina, född 28 februari 1954 i Vaud, är en schweizisk före detta bobåkare.
Giobellina blev olympisk bronsmedaljör i fyrmansbob vid vinterspelen 1984 i Sarajevo.